# Vitlöksballaderna
Vitlöksballaderna (kinesiska: 天堂蒜薹之歌, Tiāntáng suàntái zhī gē) är en roman från 1988 av den kinesiske författaren Mo Yan. Den handlar om ett bondeuppror mot de kinesiska myndigheterna, till följd av att en grupp bönder uppmuntrats att odla en form av vitlök som visar sig osäljbar. 
Boken har översatts till svenska av Anna Gustafsson Chen och gavs ut 2001 genom Bokförlaget Tranan. Göran Sommardal beskrev boken för Sveriges Radio som "en satirisk skildring av vad som kan hända under den nya kapitalistiska ekonomins värsta krumbukter på den kinesiska landsbygden".